# Илезка
Илезка — нежилой лесной посёлок в Бабушкинском районе Вологодской области России.

## История
Был основан в 1960-х годах как лесопункт на Брусенецкой узкоколейной железной дороге. Посёлок расположен на одноимённой реке, рядом со Светицким болотом. Единственное сообщение с посёлком осуществлялось по УЖД, расстояние до начального пункта, посёлка Игмас — 27 км. Вместе с другими посёлками леспромхоза (Игмас, Васильево) Илезка входила в Нюксенский район Вологодской области.
В посёлке работали продовольственный и промтоварный магазины, в единственном кирпичном здании располагался мини-кинотеатр. Посёлок был электрифицирован.
В 1990-х годах темпы лесозаготовки стали снижаться из-за выработки доступного материала, соответственно снижалась и активность перевозок по железной дороге. К 2000 году было практически прекращено пассажирское сообщение с Илезкой, поезд приходил в посёлок два раза в неделю, по понедельникам забирая школьников в Игмас, а по субботам возвращая их домой.
Население по данным переписи 2002 года — 21 человек (10 мужчин, 11 женщин). Преобладающая национальность — русские (95 %). В 2004 году леспромхоз закрылся, регулярное сообщение с Илезкой было прекращено, и началось выселение посёлка. К 2006 году жителей в Илезке не осталось
При создании муниципальных образований в 2006 году Илезка была отнесена к Жубрининскому сельскому поселению Бабушкинского района, с 8 апреля 2009 года оно вошло в состав Рослятинского сельского поселения, при этом с точки зрения административно-территориального деления посёлок по-прежнему входит в Игмасский сельсовет Нюксенского района.